# Jugement par défaut
Jugement par défaut peut désigner :

## Droit français
- En droit français, un jugement par défaut est un jugement au sujet duquel l'une des parties n'a pas été citée à personne et qui est susceptible d'opposition. Il s'oppose au jugement contradictoire.
- le jugement par contumace (défaut en matière criminelle), supprimé en 2004.

## Droit québécois
En droit civil, l'expression utilisée lorsque le défendeur ne répond pas à la demande dans les 15 jours de l'assignation (art. 145 CPC) est « jugement par défaut ». Selon la nature du défaut, on parlera de jugement par défaut faute de comparaître ou de jugement par défaut faute de contester. On utilise parfois l'expression latine « jugement ex parte »
En droit pénal, il n'existe pas de règle pénale équivalente au défaut criminel qu'on retrouve en droit français, entre autres parce que les actes criminels ne sont jamais prescrits dans le Code criminel. Cependant, cette affirmation peut être nuancée car le Code de procédure pénale du Québec contient des dispositions qui permettent au juge de rendre un jugement par défaut lorsque le poursuivant ou le défendeur ne se présentent pas pour l'instruction (art. 188-189,). Cette loi provinciale est utilisée pour les infractions réglementaires provinciales plutôt que les actes criminels, donc il s'agit d'un défaut pénal réglementaire plutôt que d'un défaut criminel.